# Siphonaria innominata
Siphonaria innominata es una especie de molusco gasterópodo de la familia Siphonariidae.

## Descripción
Tiene concha baja, que alcanza unas dimensiones de hasta 27 mm de largo, 19 mm de ancho y 9 mm de alto. El ápice puede sobresalir del margen posterior de la concha.

## Distribución geográfica
Se la encuentra en islas subantárticas, como las islas Auckland, Campbell y Antípodas. 